# Wiesenthal
Wiesenthal é um município da Alemanha, situado no distrito de Wartburg, no estado da Turíngia. Tem 13,57 km² de área, e sua população em 2019 foi estimada em 743 habitantes.